# Opern-Maskenball-Quadrille
Opern-Maskenball-Quadrille, op. 384, är en kadrilj av Johann Strauss den yngre. Den framfördes första gången den 22 februari 1879 i Redouten-Saal i slottet Hofburg i Wien.

## Historia
Den 18 december 1878 hade Johann Strauss operett Blindekuh premiär på Theater an der Wien. Librettot av Rudolf Kneisel var huvudorsaken till att verket blev ett fiasko och Blindekuh togs bort från repertoaren efter bara 16 föreställningar. Strauss räddade mycket av musiken genom att snabbt arrangera fem separata orkesterstycken med motiv ur operetten. Efter misslyckandet med Blindekuh for Strauss med sin nya hustru Angelica Dittrich (första hustrun Jetty hade avlidit 8 april 1878) till Paris i förhoppningen att hitta en ny teater för sina operetter. Det lyckades honom dock inte. I Paris dirigerade han musiken till två maskeradbaler i Hippodromen och en konsert i 'Cercle France International'. Han spelade sina mest populära dansstycken för den franska publiken i hopp om att väcka deras intresse för Blindekuh (på franska: "Colin-maillard) genom att spela valsen Kennst du mich?. Man hade nog förväntat sig att Strauss även skulle spela ett annat stycke baserat på operetten, kadriljen Opern-Maskenball-Quadrille, särskilt då han vid sitt senaste besökt 1877 hade dirigerat de berömda maskeradbalerna på Parisoperan. Kadriljen ingår dock inte i de publicerade musikprogrammen. 
Under 1879 års karnevalssäsong annonserade tidningarna om två maskeradbaler (benämnda "Opern-Redoute") i Wiener Hofoper där musiken skulle "framföras av orkestern och Hovbalsmusikdirektören Eduard Strauss". Balerna var påtagligt påverkade av maskeradbalerna i Paris och gästerna bads att klä sig "i full aftontoalett eller i elegant maskeradkostym". Det var vid den andra maskeradbalen den 22 februari som Eduard Strauss presenterade ett nytt verk av Johann Strauss: Opern-Redoute-Quadrille. En vecka senare, den 2 mars, dirigerade Eduard Strauss verket på nytt i Musikverein, denna gång med titeln "Quadrille nach Motiven der Operette 'Blindekuh'". Då samtida teckningar från balerna i Wiener Hofoper visar gästerna med masker är det plausibelt att anta att även dessa händelser var "maskeradbaler". Detta kan vara anledningen till att verket publicerades som Opern-Maskenball-Quadrille.

## Om kadriljen
Speltiden är ca 5 minuter och 23 sekunder plus minus några sekunder beroende på dirigentens musikaliska tolkning.
Kadriljen var ett av fem verk där Strauss återanvände musik från operetten Blindekuh:
- Kennst du mich?, Vals, Opus 381
- Pariser-Polka, Polka-francaise, Opus 382
- Nur fort, Polka-Schnell, Opus 383
- Opern-Maskenball-Quadrille, Kadrilj, Opus 384
- Waldine, Polkamazurka, Opus 385

## Weblänkar
- Opern-Maskenball-Quadrille i Naxos-utgåvan.